# 眼睛去旅行
《眼睛去旅行》（英語：See The World）是香港電視廣播有限公司之旅遊節目，該節目以單元形式邀請多個藝人主持，即以不同嘉賓於不同地方介紹各地風景，是《到此一遊》之精華版。廠景主持為陳欣茵、林正峰、尤蔭蔭、魏韵芝、杜穎珊、孔德賢、徐文浩、羅詠怡、黃凱儀、簡淑兒、蔡嘉欣、蔣家旻、鍾晴、吳紫韻、曾淑雅，外景演出現有姜麗文、陳約臨、鄭衍峰、梁芷珮、嚴崇天、蔣家旻、許綽婷（AV）、尤蔭蔭、林子博、衛志豪、鄧以婷、梁凱晴、嘉瑩、卡菲、麥秋成、阮兒、衛志豪等，節目於2019年7月26日開始每周五21:00至21:30於J2播出。，監製為張志明及鄭寶榮，編審為陳惠仁。

## 主持
括號內為出場集數
- 陳欣茵（1、2、9、10）
- 林正峰（1、2）
- 尤蔭蔭（3、4）
- 魏韵芝（3、4）
- 杜穎珊（5、6、9、10）
- 孔德賢（5、6、11、12）
- 徐文浩（7、8）
- 羅詠怡（7、8）
- 黃凱儀（11、12）
- 簡淑兒（13、14、17、18、19、20、22）
- 蔡嘉欣（13、14、21、23、24）
- 蔣家旻（15、16）
- 鍾晴（15、16）
- 吳紫韻（17、18、19、20、22）
- 曾淑雅（21、23、24）

## 演出
| 嘉賓                   | 地區                               | 出場集數                                        |
| 姜麗文                 | 日本新宿、東京                     | 1、4、5、6、8、9、10、11、13、24                |
| 陳約臨                 | 法國巴黎                           | 1、3、8、14、17、18                             |
| 陳約臨                 | 中国上海                           | 9、11、12、13、21、23                           |
| 陳約臨                 | 挪威                               | 19                                              |
| 鄭衍峰                 | 越南富國島                         | 1、2、4、5、7、8                                |
| 梁芷珮                 | 哥伦比亚                           | 1、2、4、5、7、10、12、18                       |
| 梁芷珮                 | 阿联酋杜拜                         | 6、14                                           |
| 梁芷珮                 | 郵輪                               | 17                                              |
| 梁芷珮                 | 印度                               | 21                                              |
| 嚴崇天                 |                                    | 1、2、3、4、6、8、9、10、11、12、14、19、20、23 |
| 蔣家旻                 | 日本東京                           | 2、7、15                                        |
| 蔣家旻                 | 日本福岡                           | 12                                              |
| 蔣家旻                 | 日本鳥取                           | 17、20、21、24                                  |
| 許綽婷（AV）           | 臺灣臺中                           | 2、3、4、5、8、12、13、14、23                   |
| 尤蔭蔭                 | 菲律賓                             | 3、6                                            |
| 尤蔭蔭                 | 日本四國                           | 14                                              |
| 林子博、衛志豪         | 捷克布傑約維采                     | 3                                               |
| 鄧以婷                 | 北領地                             | 5、7                                            |
| 鄧以婷                 | 泰國曼谷                           | 9、13                                           |
| 鄧以婷                 | 日本和歌山                         | 24                                              |
| 梁凱晴                 | 臺灣臺北                           | 6、11、17、20                                   |
| 嘉瑩                   | 波蘭                               | 7、11、15、18                                   |
| 卡菲                   | 義大利米蘭                         | 9                                               |
| 卡菲                   | 捷克                               | 15                                              |
| 麥秋成                 | 美国洛杉磯                         | 10                                              |
| Joan                   |                                    | 13                                              |
| 連詩雅、陳家樂         | 莞島郡                             | 13                                              |
| Laila                  | 阿联酋阿布扎比                     | 14                                              |
| 周奕瑋                 | 日本四國                           | 15、24                                          |
| 蘇可欣                 | 泰國                               | 15                                              |
| 阮兒、衛志豪           | 西班牙                             | 16                                              |
| 白雲                   | 臺灣花蓮                           | 18、19                                          |
| 陳嘉慧                 | 日本江之島、神奈川縣               | 18、19、23、24                                  |
| 吳紫韻                 | 新加坡                             | 19、21、23                                      |
| 陳婉衡                 | 加拿大                             | 20、21                                          |
| 謝東閔、劉穎鏇、張振朗 | 西班牙                             | 20                                              |
| 阮兒                   | 荷蘭、 德国、 法國、 瑞士、 比利时 | 22                                              |

## 每集內容
| 集數   | 播映     | 主題                                      |
| 2019年 |          |                                           |
| 01     | 7月26日  | 新宿夏日喪食祭 哥倫比亞吊床手信           |
| 02     | 8月2日   | 韓國發洩店盡情掟 波哥大食螞蟻             |
| 03     | 8月9日   | 升降空中café「堅離地」 鐵騎遊捷克小鎮     |
| 04     | 8月16日  | 性愛博物館令人心跳加速 富國島監獄認識歷史 |
| 05     | 8月23日  | 哥倫比亞學種咖啡豆 「世界肚臍」趁早打卡   |
| 06     | 8月30日  | 珍貴眼鏡猴全接觸 當一天韓國囚犯           |
| 07     | 9月6日   | 澳洲結婚蛋糕奇石 波蘭水上花式盛典         |
| 08     | 9月13日  | 滋味巴黎鵝肝漢堡 韓國京城復古變裝         |
| 09     | 9月20日  | 釜山秒計自助餐廳 貼地遊米蘭「尋寶」       |
| 10     | 9月27日  | 洛杉磯舞動城 韓國激玩室內跳傘             |
| 11     | 10月4日  | 售賣機內有Café 波蘭共享單車之旅           |
| 12     | 10月11日 | 台中氣派藥房 韓國餐廳機械手臂服務         |
| 13     | 10月18日 | 粉紅三頭象神博物館 韓國人妻去Camping      |
| 14     | 10月25日 | 阿拉伯市集神秘奇香 瘋狂裁縫度身造西裝     |
| 15     | 11月1日  | 涉谷街頭百鬼夜蒲 人骨教堂無比震撼         |
| 16     | 11月8日  | 全情投入西班牙番茄節                      |
| 17     | 11月15日 | 郵輪甲板飛行 尋找妖怪足跡                 |
| 18     | 11月22日 | 私房菜吃出原住味 波蘭「肥膩星期四」       |
| 19     | 11月29日 | 動漫場景熱血打卡 雞蛋仔衝出亞洲           |
| 20     | 12月6日  | 日本大山心靈之旅 加拿大向日葵節           |
| 21     | 12月13日 | 爆紅公眾洗衣場 超浮誇龍蝦薄餅             |
| 22     | 12月20日 | 歐洲聖誕市集大放送                        |
| 23     | 12月27日 | 蒸海鮮「黑科技」 韓酒吧變身射擊場         |
| 2020年 |          |                                           |
| 24     | 1月3日   | 2020年遊走全日本                          |

## 外部連結
- 眼睛去旅行 - 主頁 - tvb.com （页面存档备份，存于）

## 電視節目的變遷
| 香港無綫電視J2 星期五 21:00-21:30 時段          | 香港無綫電視J2 星期五 21:00-21:30 時段            | 香港無綫電視J2 星期五 21:00-21:30 時段 |
| ----------------------------------------------- | ------------------------------------------------- | -------------------------------------- |
|                                                 | 眼睛去旅行 （2019.07.26－2020.01.03）             |                                        |
| 地球的慶典（第三輯） （2019.04.19－2020.07.19） | 台灣潮點圖鑑（第二輯） （2020.01.10－2020.02.28） |                                        |